# Hannoverscher Sportverein von 1896 1972-1973
Questa voce raccoglie le informazioni riguardanti l'Hannoverscher Sportverein von 1896 nelle competizioni ufficiali della stagione 1972-1973.

## Stagione
Nella stagione 1972-1973 l'Hannover, allenato da Hans Hipp e Hannes Baldauf, concluse il campionato di Bundesliga al 16º posto. In Coppa di Germania l'Hannover fu eliminato al primo turno dall'Eintracht Francoforte. In Coppa di Lega l'Hannover fu eliminato nella fase a gironi.

## Rosa
| N. |                     | Ruolo | Calciatore              |
| -- | ------------------- | ----- | ----------------------- |
|    | Germania (bandiera) | P     | Reinhard Dittel         |
|    | Germania (bandiera) | P     | Franz-Josef Pauly       |
|    | Germania (bandiera) | D     | Peter Anders            |
|    | Germania (bandiera) | D     | Jürgen Bandura          |
|    | Germania (bandiera) | D     | Hans-Herbert Blumenthal |
|    | Germania (bandiera) | D     | Hans-Josef Hellingrath  |
|    | Germania (bandiera) | D     | Rainer Stiller          |
|    | Germania (bandiera) | C     | Ludwig Denz             |
|    | Germania (bandiera) | C     | Karl-August Herbeck     |
|    | Germania (bandiera) | C     | Rolf Kaemmer            |
|    | Germania (bandiera) | C     | Peter Rühmkorb          |

| N. |                      | Ruolo | Calciatore        |
| -- | -------------------- | ----- | ----------------- |
|    | Germania (bandiera)  | C     | Hans Siemensmeyer |
|    | Germania (bandiera)  | A     | Rolf Blau         |
|    | Germania (bandiera)  | A     | Eckhard Deterding |
|    | Germania (bandiera)  | A     | Willi Götz        |
|    | Germania (bandiera)  | A     | Michael Krüger    |
|    | Serbia (bandiera)    | A     | Pedro Milasincic  |
|    | Germania (bandiera)  | A     | Karl-Heinz Mrosko |
|    | Germania (bandiera)  | A     | Willi Reimann     |
|    | Argentina (bandiera) | A     | Christian Rudzki  |
|    | Germania (bandiera)  | A     | Roland Stegmayer  |

## Organigramma societario
Area tecnica
- Allenatore: Hannes Baldauf
- Allenatore in seconda:
- Preparatore dei portieri:
- Preparatori atletici:

## Calciomercato

### Sessione estiva
| Acquisti | Acquisti          | Acquisti              | Acquisti |
| R.       | Nome              | da                    | Modalità |
| -------- | ----------------- | --------------------- | -------- |
| C        | Ludwig Denz       | RW Oberhausen         |          |
| A        | Eckhard Deterding | Olympia Wilhelmshaven |          |
| A        | Werner Fuchs      | SV Alsenborn          |          |
| A        | Willi Götz        | Werder Brema          |          |
| C        | Rolf Kaemmer      | Bremerhaven           |          |
| A        | Pedro Milasincic  | VfB Marl Hüls         |          |
| A        | Karl-Heinz Mrosko | Norimberga            |          |

| Cessioni | Cessioni            | Cessioni            | Cessioni |
| R.       | Nome                | a                   | Modalità |
| -------- | ------------------- | ------------------- | -------- |
| A        | Werner Fuchs        | Preußen Münster     |          |
| C        | Horst Berg          | Röchling Völklingen |          |
| C        | Horst Bertl         | Borussia Dortmund   |          |
| A        | Ferdinand Keller    | Monaco 1860         |          |
| A        | Rudolf Nafziger     | LASK                |          |
| D        | Michael Polywka     | Admira/Wacker       |          |
| C        | Hans-Joachim Weller | Monaco 1860         |          |

### Sessione invernale
| Acquisti | Acquisti | Acquisti | Acquisti |
| R.       | Nome     | da       | Modalità |
| -------- | -------- | -------- | -------- |

| Cessioni | Cessioni      | Cessioni    | Cessioni |
| R.       | Nome          | a           | Modalità |
| -------- | ------------- | ----------- | -------- |
| A        | Georg Beichle | Ludwigsburg |          |

## Risultati

### Bundesliga

#### Girone di andata
| Arbitro: | Schröck |

|                                        |           |                |
| Braun 11’ van den Berg 25’ Fichtel 44’ | Marcatori | 49’ Milasincic |

| Arbitro: | Hennig |

|                         |           |            |
| Reimann 56’ (rig.), 73’ | Marcatori | 37’ Parits |

| Arbitro: | Linn |

|                                                    |           |               |
| Heynckes 3’ (rig.) Rosenthal 41’ Danner 86’ (rig.) | Marcatori | 48’ Deterding |

| Arbitro: | Siepe |

|                                |           |          |
| Denz 25’ Mrosko 33’ Rudzki 88’ | Marcatori | 3’ Frank |

| Arbitro: | Engel |

|                         |           |              |
| Hey 19’ Wunder 43’, 87’ | Marcatori | 6’ Deterding |

| Arbitro: | Eschweiler |

|                                           |           |                       |
| Siemensmeyer 32’ Reimann 56’ Rühmkorb 65’ | Marcatori | 74’ Hönig 76’ Volkert |

| Hannover 14 ottobre 1972, ore 15:30 CET 7ª giornata | Hannover 96 | 0 – 0 referto | Colonia | Niedersachsenstadion (20 000 spett.)\| Arbitro: \| Betz \| |
| Arbitro:                                            | Betz        |               |         |                                                            |

| Arbitro: | Burgers |

|                    |           |          |
| Seel 45’ Hošić 55’ | Marcatori | 15’ Denz |

| Arbitro: | Zühlke |

|                        |           |                    |
| Denz 59’ Deterding 77’ | Marcatori | 5’ Schulz 51’ Zewe |

| Arbitro: | Geng |

|                             |           |  |
| Lameck 66’ Balte 68’ (rig.) | Marcatori |  |

| Arbitro: | Hamer |

|          |           |          |
| Denz 10’ | Marcatori | 54’ Held |

| Arbitro: | Wichmann |

|                                                                   |           |                       |
| Müller 5’ (rig.), 63’, 67’, 80’ Krauthausen 22’, 71’ Breitner 84’ | Marcatori | 26’, 33’ Siemensmeyer |

| Arbitro: | Wengenmayer |

|                                       |           |                       |
| Bandura 13’ Kaemmer 35’ Deterding 54’ | Marcatori | 25’ Mumme 62’ Artmann |

| Arbitro: | Weyland |

|                                      |           |               |
| Dietrich 15’ Neuberger 26’ Görts 65’ | Marcatori | 57’ Deterding |

| Arbitro: | Hennig |

|                        |           |              |
| Reimann 63’ Mrosko 75’ | Marcatori | 9’ Hellfritz |

| Arbitro: | Frickel |

|                      |           |               |
| Sziedat 29’ Beer 45’ | Marcatori | 61’ Deterding |

| Arbitro: | Seiler |

|                    |           |             |
| Reimann 32’ (rig.) | Marcatori | 30’ Pröpper |

#### Girone di ritorno
| Arbitro: | Tschenscher |

|             |           |  |
| Reimann 38’ | Marcatori |  |

| Arbitro: | Weyland |

|                            |           |  |
| Kliemann 56’ Grabowski 78’ | Marcatori |  |

| Arbitro: | Biwersi |

|                    |           |                   |
| Reimann 84’ (rig.) | Marcatori | 13’, 82’ Heynckes |

| Arbitro: | Wichmann |

|                              |           |  |
| Höbusch 72’ Frank 81’ (rig.) | Marcatori |  |

| Arbitro: | Meuser |

|                                                         |           |                                         |
| Reimann 15’ (rig.) Rühmkorb 19’ Siemensmeyer 42’ (rig.) | Marcatori | 32’ Wunder 40’ (rig.) Lehmann 86’ Dietz |

| Arbitro: | Hillebrand |

|                 |           |  |
| Volkert 6’, 15’ | Marcatori |  |

| Arbitro: | Berner |

|                                         |           |                              |
| Simmet 38’ Cullmann 70’ Löhr 75’ (rig.) | Marcatori | 17’ Kaemmer 20’, 60’ Reimann |

| Arbitro: | Gabor |

|                        |           |                                     |
| Reimann 25’ Mrosko 27’ | Marcatori | 71’ Friedrich 73’ Diehl 90’ Schwarz |

| Arbitro: | Riegg |

|  |           |              |
|  | Marcatori | 3’ Stegmayer |

| Arbitro: | Seiler |

|                         |           |            |
| Siemensmeyer 59’ (rig.) | Marcatori | 65’ Lameck |

| Arbitro: | Hillebrand |

|                       |           |          |
| Schäfer 80’ Theis 83’ | Marcatori | 74’ Denz |

| Arbitro: | Siepe |

|               |           |                                |
| Stegmayer 36’ | Marcatori | 27’ Roth 58’ Müller 65’ Hoeneß |

| Arbitro: | Aldinger |

|             |           |  |
| Kobluhn 20’ | Marcatori |  |

| Arbitro: | Hennig |

|                           |           |                      |
| Siemensmeyer 31’ Blau 62’ | Marcatori | 26’ Røntved 49’ Kamp |

| Arbitro: | Frickel |

|                             |           |                           |
| Gersdorff 25’, 79’ Haun 44’ | Marcatori | 26’ Blau 86’ Siemensmeyer |

| Arbitro: | Tschenscher |

|                     |           |  |
| Denz 1’ Reimann 78’ | Marcatori |  |

| Arbitro: | Quindeau |

|  |           |                                              |
|  | Marcatori | 2’ Stiller 35’ Siemensmeyer 72’, 90’ Reimann |

### Coppa di Germania
| Arbitro: | Hillebrand |

|          |           |  |
| Denz 68’ | Marcatori |  |

| Arbitro: | Quindeau |

|                                             |           |                               |
| Kliemann 23’ Nickel 52’ Hölzenbein 55’, 86’ | Marcatori | 32’ (rig.) Reimann 69’ Mrosko |

### Coppa di Lega
| 5 luglio 1972, ore CET 1ª giornata | Eintracht Braunschweig | 1 – 0 | Hannover 96 |  |

| 12 luglio 1972, ore CET 2ª giornata | Hannover 96 | 3 – 1 | Eintracht Gelsenkirchen |  |

| 19 luglio 1972, ore CET 3ª giornata | Eintracht Gelsenkirchen | 2 – 2 | Hannover 96 |  |

| 26 luglio 1972, ore CET 4ª giornata | Hannover 96 | 2 – 3 | Eintracht Braunschweig |  |

| Arbitro: | Hoppe |

|                                  |           |                             |
| Mrosko 14’, 40’, 68’ Beichle 59’ | Marcatori | 33’ Schumacher 80’ Tenhagen |

| Arbitro: | Lüling |

|  |           |            |
|  | Marcatori | 82’ Mrosko |

## Statistiche

### Statistiche di squadra
| Competizione      | Punti | In casa | In casa | In casa | In casa | In casa | In casa | In trasferta | In trasferta | In trasferta | In trasferta | In trasferta | In trasferta | Totale | Totale | Totale | Totale | Totale | Totale | DR  |
| Competizione      | Punti | G       | V       | N       | P       | Gf      | Gs      | G            | V            | N            | P            | Gf           | Gs           | G      | V      | N      | P      | Gf     | Gs     | DR  |
| ----------------- | ----- | ------- | ------- | ------- | ------- | ------- | ------- | ------------ | ------------ | ------------ | ------------ | ------------ | ------------ | ------ | ------ | ------ | ------ | ------ | ------ | --- |
| Bundesliga        | 26    | 17      | 7       | 7       | 3       | 30      | 25      | 17           | 2            | 1            | 14           | 19           | 40           | 34     | 9      | 8      | 17     | 49     | 65     | -16 |
| Coppa di Germania | -     | 1       | 1       | 0       | 0       | 1       | 0       | 1            | 0            | 0            | 1            | 2            | 4            | 2      | 1      | 0      | 1      | 3      | 4      | -1  |
| Coppa di Lega     | -     | 5       | 3       | 1       | 1       | 12      | 8       | 1            | 1            | 0            | 0            | 1            | 0            | 6      | 4      | 1      | 1      | 13     | 8      | +5  |
| Totale            | 26    | 23      | 11      | 8       | 4       | 43      | 33      | 19           | 3            | 1            | 15           | 22           | 44           | 42     | 14     | 9      | 19     | 65     | 77     | -12 |

### Andamento in campionato
| Giornata  | 1  | 2  | 3  | 4  | 5  | 6  | 7  | 8  | 9  | 10 | 11 | 12 | 13 | 14 | 15 | 16 | 17 | 18 | 19 | 20 | 21 | 22 | 23 | 24 | 25 | 26 | 27 | 28 | 29 | 30 | 31 | 32 | 33 | 34 |
| --------- | -- | -- | -- | -- | -- | -- | -- | -- | -- | -- | -- | -- | -- | -- | -- | -- | -- | -- | -- | -- | -- | -- | -- | -- | -- | -- | -- | -- | -- | -- | -- | -- | -- | -- |
| Luogo     | T  | C  | T  | C  | T  | C  | C  | T  | C  | T  | C  | T  | C  | T  | C  | T  | C  | C  | T  | C  | T  | C  | T  | T  | C  | T  | C  | T  | C  | T  | C  | T  | C  | T  |
| Risultato | P  | V  | P  | V  | P  | V  | N  | P  | N  | P  | N  | P  | V  | P  | V  | P  | N  | V  | P  | P  | P  | N  | P  | N  | P  | V  | N  | P  | P  | P  | N  | P  | V  | V  |
| Posizione | 14 | 12 | 13 | 12 | 13 | 11 | 11 | 14 | 14 | 14 | 13 | 15 | 12 | 15 | 12 | 12 | 12 | 12 | 12 | 14 | 16 | 13 | 16 | 15 | 16 | 14 | 15 | 16 | 16 | 17 | 17 | 17 | 17 | 16 |

Legenda:

Luogo: C = Casa; T = Trasferta. Risultato: V = Vittoria; N = Pareggio; P = Sconfitta.

### Statistiche dei giocatori
| Giocatore       | Bundesliga | Bundesliga | Bundesliga  | Bundesliga | Coppa di Germania | Coppa di Germania | Coppa di Germania | Coppa di Germania | Coppa di Lega | Coppa di Lega | Coppa di Lega | Coppa di Lega | Totale   | Totale | Totale      | Totale     |
| Giocatore       | Presenze   | Reti       | Ammonizioni | Espulsioni | Presenze          | Reti              | Ammonizioni       | Espulsioni        | Presenze      | Reti          | Ammonizioni   | Espulsioni    | Presenze | Reti   | Ammonizioni | Espulsioni |
| --------------- | ---------- | ---------- | ----------- | ---------- | ----------------- | ----------------- | ----------------- | ----------------- | ------------- | ------------- | ------------- | ------------- | -------- | ------ | ----------- | ---------- |
| P. Anders       | 28         | 0          | 0           | 0          | 2                 | 0                 | 0                 | 0                 | 1             | 0             | 0             | 0             | 31       | 0      | 0           | 0          |
| J. Bandura      | 32         | 1          | 0           | 0          | 2                 | 0                 | 0                 | 0                 | 1             | 0             | 0             | 0             | 35       | 1      | 0           | 0          |
| G. Beichle      | 8          | 0          | 0           | 0          | 0                 | 0                 | 0                 | 0                 | 2             | 1             | 0             | 0             | 10       | 1      | 0           | 0          |
| R. Blau         | 18         | 2          | 0           | 0          | 0                 | 0                 | 0                 | 0                 | 1             | 0             | 0             | 0             | 19       | 2      | 0           | 0          |
| H. Blumenthal   | 2          | 0          | 0           | 0          | 0                 | 0                 | 0                 | 0                 | 1             | 0             | 0             | 0             | 3        | 0      | 0           | 0          |
| L. Denz         | 31         | 6          | 0           | 0          | 2                 | 1                 | 0                 | 0                 | 1             | 0             | 0             | 0             | 34       | 7      | 0           | 0          |
| E. Deterding    | 23         | 6          | 0           | 0          | 2                 | 0                 | 0                 | 0                 | 1             | 0             | 0             | 0             | 26       | 6      | 0           | 0          |
| R. Dittel       | 4          | 0          | 0           | 0          | 0                 | 0                 | 0                 | 0                 | 1             | 0             | 0             | 0             | 5        | 0      | 0           | 0          |
| W. Fuchs        | 0          | 0          | 0           | 0          | 0                 | 0                 | 0                 | 0                 | 1             | 0             | 0             | 0             | 1        | 0      | 0           | 0          |
| W. Götz         | 0          | 0          | 0           | 0          | 0                 | 0                 | 0                 | 0                 | 0             | 0             | 0             | 0             | 0        | 0      | 0           | 0          |
| H. Hellingrath  | 30         | 0          | 0           | 0          | 2                 | 0                 | 0                 | 0                 | 1             | 0             | 0             | 0             | 33       | 0      | 0           | 0          |
| K. Herbeck      | 3          | 0          | 0           | 0          | 0                 | 0                 | 0                 | 0                 | 0             | 0             | 0             | 0             | 3        | 0      | 0           | 0          |
| R. Kaemmer      | 28         | 2          | 0           | 0          | 0                 | 0                 | 0                 | 0                 | 2             | 0             | 0             | 0             | 30       | 2      | 0           | 0          |
| M. Krüger       | 0          | 0          | 0           | 0          | 0                 | 0                 | 0                 | 0                 | 1             | 0             | 0             | 0             | 1        | 0      | 0           | 0          |
| P. Milasincic   | 3          | 1          | 0           | 0          | 0                 | 0                 | 0                 | 0                 | 1             | 0             | 0             | 0             | 4        | 1      | 0           | 0          |
| K. Mrosko       | 29         | 3          | 0           | 0          | 2                 | 1                 | 0                 | 0                 | 2             | 4             | 0             | 0             | 33       | 8      | 0           | 0          |
| F. Pauly        | 31         | 0          | 0           | 0          | 2                 | 0                 | 0                 | 0                 | 1             | 0             | 0             | 0             | 34       | 0      | 0           | 0          |
| W. Reimann      | 31         | 14         | 0           | 1          | 2                 | 1                 | 0                 | 0                 | 2             | 0             | 0             | 0             | 35       | 15     | 0           | 1          |
| C. Rudzki       | 4          | 1          | 0           | 0          | 0                 | 0                 | 0                 | 0                 | 1             | 0             | 0             | 0             | 5        | 1      | 0           | 0          |
| P. Rühmkorb     | 29         | 2          | 0           | 0          | 1                 | 0                 | 0                 | 0                 | 2             | 0             | 0             | 0             | 32       | 2      | 0           | 0          |
| H. Siemensmeyer | 30         | 8          | 0           | 0          | 2                 | 0                 | 0                 | 0                 | 1             | 0             | 0             | 0             | 33       | 8      | 0           | 0          |
| R. Stegmayer    | 16         | 2          | 0           | 0          | 1                 | 0                 | 0                 | 0                 | 0             | 0             | 0             | 0             | 17       | 2      | 0           | 0          |
| R. Stiller      | 32         | 1          | 0           | 0          | 2                 | 0                 | 0                 | 0                 | 1             | 0             | 0             | 0             | 35       | 1      | 0           | 0          |